# Serap Öztürk
Serap Öztürk es una deportista turca que compitió en taekwondo. Ganó una medalla de bronce en el Campeonato Europeo de Taekwondo de 1998 en la categoría de –55 kg.

## Palmarés internacional
| Campeonato Europeo | Campeonato Europeo       | Campeonato Europeo | Campeonato Europeo |
| Año                | Lugar                    | Medalla            | Categoría          |
| ------------------ | ------------------------ | ------------------ | ------------------ |
| 1998               | Eindhoven (Países Bajos) | Medalla de bronce  | –55 kg             |